# Katsuko Saruhashi
Katsuko Saruhashi (猿橋 勝子 Saruhashi Katsuko?, 22 de marzo de 1920-29 de septiembre de 2007) fue una geoquímica japonesa que realizó algunas de las primeras mediciones de los niveles de dióxido de carbono (CO2) en el agua de mar y mostró evidencia de los peligros de la lluvia radiactiva en el mar y la atmósfera.

## Educación y vida profesional
Saruhashi nació en Tokio y se graduó en el Colegio Imperial de Ciencia para Mujeres (predecesor de la Universidad de Toho), en 1943. Posteriormente trabajó en el Instituto de Investigación Meteorológica que pertenecía al Observatorio Meteorológico Central (más tarde Agencia Meteorológica de Japón), y trabajó en su laboratorio geoquímico con Yasuo Miyake, quien fue su mentor. En 1950, comenzó a estudiar los niveles de CO2 en el agua de mar, a partir de la recomendación de Miyake. En esa época, los niveles de CO2 no se consideraban importantes y Saruhashi tuvo que desarrollar sus propios métodos para realizar esas mediciones.
Obtuvo su doctorado en química en 1957 en la Universidad de Tokio, siendo la primera mujer en doctorarse en esa universidad.

## Resultados de los ensayos nucleares en el atolón de Bikini
Luego de los ensayos nucleares en el atolón de Bikini en 1954, el gobierno de Japón le solicitó al laboratorio geoquímico que analizara y monitoreara la radioactividad en el agua de mar y en el agua de lluvia. Un barco atunero japonés se encontró expuesto a los ensayos y sus ocupantes terminaron enfermos. Saruhashi descubrió que luego de un año y medio  la radiactividad alcanzó a Japón en el agua de mar.[cita requerida]
Para 1964, los niveles de radiactividad mostraron que las aguas occidentales y orientales del océano Pacífico norte se habían mezclado completamente, y para 1969 los rastros de radiactividad se habían esparcido por todo el océano. Se trató de la primera investigación que demostró cómo los efectos de la lluvia radiactiva pueden dispersarse a través de todo el mundo.[cita requerida] Más tarde, en los años 70 y 80, se enfocó en el estudio de la lluvia ácida y sus efectos.

## Pionera en mayor labor de la mujer
Katsuko también fue pionera en las luchas feministas de su país. En 1958 creó la Sociedad Japonesa de Científicas que tenía como misión tener a más mujeres contribuyendo a la ciencia y a la paz mundial.

## Muerte
Saruhashi murió el 29 de septiembre de 2007 de neumonía, en su hogar en Tokio. Tenía 87 años de edad

## Premios y reconocimientos
- 1958 - Fundó la Sociedad de Mujeres Científicas Japonesas, para promover la presencia de las mujeres en la ciencia y contribuir a la paz mundial.[3]
- 1979 - Fue nombrada ejecutiva del Laboratorio Geoquímico.
- 1980 - Primera mujer elegida para integrar el Consejo Científico de Japón.
- 1981 - Obtuvo el Premio Especial de Avón para Mujeres, por sus investigaciones en usos pacíficos de la energía nuclear y elevar el status de las mujeres científicas.
- 1981 - Estableció el Premio Saruhashi, otorgado anualmente a mujeres científicas que son un ejemplo para las jóvenes investigadoras.
- 1985 - Primera mujer en obtener el Premio Miyake como geoquímica.
- 1993 - Obtuvo el Premio Tanaka de la Sociedad de Ciencias del Mar.

Saruhashi fue miembro honorario de la Sociedad Geoquímica de Japón y de la Sociedad Oceanográfica de Japón.

## Cita
"Hay muchas mujeres que tienen la capacidad de llegar a ser grandes científicas. Me gustaría ver el día en que las mujeres puedan contribuir a la ciencia y la tecnología en un pie de igualdad con los hombres".

## Lecturas
- Yount, Lisa (1996). Twentieth Century Women Scientists (en inglés). New York: Facts on File. ISBN 0-8160-3173-8.
- Morell, Virginia et al (16 de abril de 1993). «Called 'Trimates,' three bold women shaped their field». Science (en inglés) 260 (5106): 420.

- Datos: Q7300